# Banana Azul

A Banana Azul

A Banana Azul, ou Dorsal Europeia, ou Grande Dorsal da Europa ou Megalópole Europeia (em inglês: Blue Banana, também referida na mesma língua como Hot Banana, Bluemerang, European Megalopolis, Manchester–Milan Axis ou European Backbone) é um corredor descontínuo de urbanização na Europa Ocidental, com uma população de aproximadamente 111 milhões de pessoas.
Ela percorre desde o centro da Inglaterra ao norte da Itália.
O corredor possui curvatura em formato de uma banana, por isso o nome. E abrange cidades como Leeds, Sheffield, Liverpool, Manchester, Nottingham, Birmingham, Londres, Lila, Amsterdã, Haia, Utreque, Roterdã, Gante, Bruxelas, Antuérpia, Charleroi, Liège, Eindhoven, Dusseldórfia, Wuppertal, Colônia, Bona, Francoforte, Luxemburgo, Estrasburgo, Estugarda, Nurembergue, Munique, Basileia, Zurique, Turim, Milão, Veneza e Gênova e abrange uma das maiores concentrações de indústrias e moradores do mundo.